# 勝太路駅
勝太路駅（しょうたいろえき）は、南京市江寧区双竜大道と勝太路の交差点にある、南京地下鉄1号線の駅である。

## 歴史
- 2010年5月28日1号線の駅として開業[2]。

## 駅構造

### のりば
| 路線            | 方面                          | 行先                |
| --------------- | ----------------------------- | ------------------- |
| 南京地下鉄1号線 | 新街口・南京南駅・南京駅 方面 | 八卦洲大橋南駅 行き |
| 南京地下鉄1号線 | 竹山路・天印大道 方面         | 中国薬科大学 行き   |

## 隣の駅
南京地下鉄
■1号線
河定橋駅 -　勝太路駅 - 百家湖駅